# 安熙済
安 熙済（アン・ヒジェ、안희제、1885年8月4日 - 1943年8月3日）は、韓国の独立活動家。雅名は白山。本貫は耽津安氏。

## 生涯
慶尚南道宜寧郡出身。幼少時は漢学を勉強しており、養正義塾を卒業して、東萊郡と故郷宣寧に学校を設立して教育事業に専念しつつ、啓蒙運動を行った。
1909年、尹世復・徐相日・南亨祐らとともに大同青年党組織に加わり、翌年日韓併合条約が締結されると、満州へ亡命して独立運動に本格参加した。独立運動のためには資金募集が重要であると思い、1914年釜山に白山商会(白山貿易株式会社の前身)を設立後、実業家として独立運動を財政的に支援した。
1919年の三・一運動時に宣寧で三一運動宣言書を配布し、上海市に大韓民国臨時政府が設立されると臨時政府に資金を調逹した。奨学会己未育英会を設立し、1925年には中外日報の運営を引き受けた。
1930年代に入り、家産を整理し、満洲地域へ再び亡命後、昔の渤海地域に渤海農場と渤海学校を設立した。大倧教門徒であり、大同青年党時代からの同志の尹世復が教主を務める大宗教を中心に独立運動をした。
1942年11月に大日本帝国が尹世復など大倧教指導者を一度に検挙した壬午教変で逮捕され、数度の拷問の末、数時間後の1943年8月3日に死亡した。当時黒竜江省の監獄での日本の拷問は過酷で、壬午教変で逮捕された21人の中10人は死亡した。この時死亡した大倧教殉国十賢の一人である。
1962年に建国勲章独立章が追贈された。故郷の宣寧に生家が復元され、釜山には白山記念館が建てられている。

## 参考サイト
- 大韓民国国家報勲処, 이 달의 독립 운동가 상세자료 - 안희제, 1998년
- 한국민족문화대백과사전